# Сврљишка бањица
Сврљишка бањица је омања група термоминералних извора у Сврљишкој клисури, коју је формирао Сврљишки Тимок, напуштајућу Сврљишку котлину.

## Положај
По савременој административној територијалној подели Сврљишка бањица припада Сврљишкој области у региону Ниша, мада је територијално, економски и културно блиско повезана и са Тимочком крајином. 
Градско насеље општине је Сврљиг, који је географски и административни центар шире области са још 38 села на површини од 528 km2  комуникацијама је повезано са Понишављем и Поморављем, са једне стране и са Дунавом и његовом залеђем, са друге стране.

## Географија
Сврљишка област представља географску целину у источној Србији, у којој централни део заузима Сврљишка котлина. Њено подручје налази се у првој половини тока Сврљишког Тимока и омеђено је са свих страна високим планинским врховима Сврљишких планина, Калафата и Тресибабе.  Котлина представља једну од најмаркантнијих попречних котлина у карпатско-балканском луку источне Србије и уједно је и једна од пространијих котлина у Србији.
Сврљишка област представља најкршевитију регију у југоисточној Србији у којој су заступљени сви крашки облици. Овакав кречњачки састав Сврљишке котлине условио је њено богатство крашким изворима, али и сиромаштво текућим водама. Велики број крашких врела понире, па чак и највећи стални речни ток, Сврљишки Тимок, код села Периша тече испод земље око 400 m и представља најдужу понорницу Србије.
Извори Сврљишке бањице избијају у проширењу, на висини од око 320 m,  густо обраслом листопадним дрвећем, у бањичко — палилулском проширењу, у коме главни извор избија уз саму леву обалу Сврљишког Тимока, у овалном басену дугом 15 m и широком 6 m. Из ретке масе, са дна овалног басена под притиском јувенилних гасова избија вода на десетак места, и клобуча у ритмичким интервалима на сваких 2-5 минута. У зависности од  притиска гаса на који утиче мањи или већи дотока дубинских вода, мења се ритам и интензитет клобучања гас.

## Туристички значај
Смештена Долином реке Тимок на истоку данашње Србије,  у бањичко-палилулском проширењу, Бањица је још у периоду између 1. и 2. века била позната по  са својом топлом минералном водом,  јер је поред ње водила је једна од најстаријих и најзначајнијих цеста античкога доба на Балкану – стари итинерарски пут Lissus–Naissus–Ratiaria (Љеш–Ниш–Арчар) који је повезивао јадранско приморје, централнобалканске области римскога Наисa и Подунавље.
На том пути Бањица је била омиљено излетиште и лечилиште, које су Римљани, који су изузетно гајили култ вода, бранили, као и оближње село Варош, и на остацима ранијег трачког утврђења, подигли утврђење — град на неприступачним литицима. О томе сведоче на том простору наводно пронађен почасни натпис на блоку од кречњака посвећен неком од римских царева с почетка 3. века (за који данас није познато где се налази).
Ипак је Сврљишка бањица свој најзначајнији период проживела за време владавине Турака. У књизи „Сврљишка област у праисторији, антици и средњем веку“,  наводи се да је познато бањско лечилиште посведочено поменом „Исфрлик Бенаси“ (Сврљишка Бања) 1565. године. Тада се бањско седиште развило са
јужне стране утврђења, где је, уједно био и прелаз преко Тимока.
На простору Бањице налазе се четири цркве, од којих се црквина Св. Стефана засигурно може определити у период позне антике.  Из Бањице потиче и почасни натпис посвећен неком од царева с почетка III века.
Како је временом дошло до деминерализације воде, бањске активности са извора Сврљишке бањице премештају на простор Сокобање, почетком 18. века.  